# Johanna von Schuster-Wittek
Johanna von Schuster-Wittek, auch Johanna Freifrau Schuster von Bonnott, geb. von Wittek (* 19. Oktober 1860 in Wien; † 26. Juni 1945), war eine österreichische Malerin.

## Familie

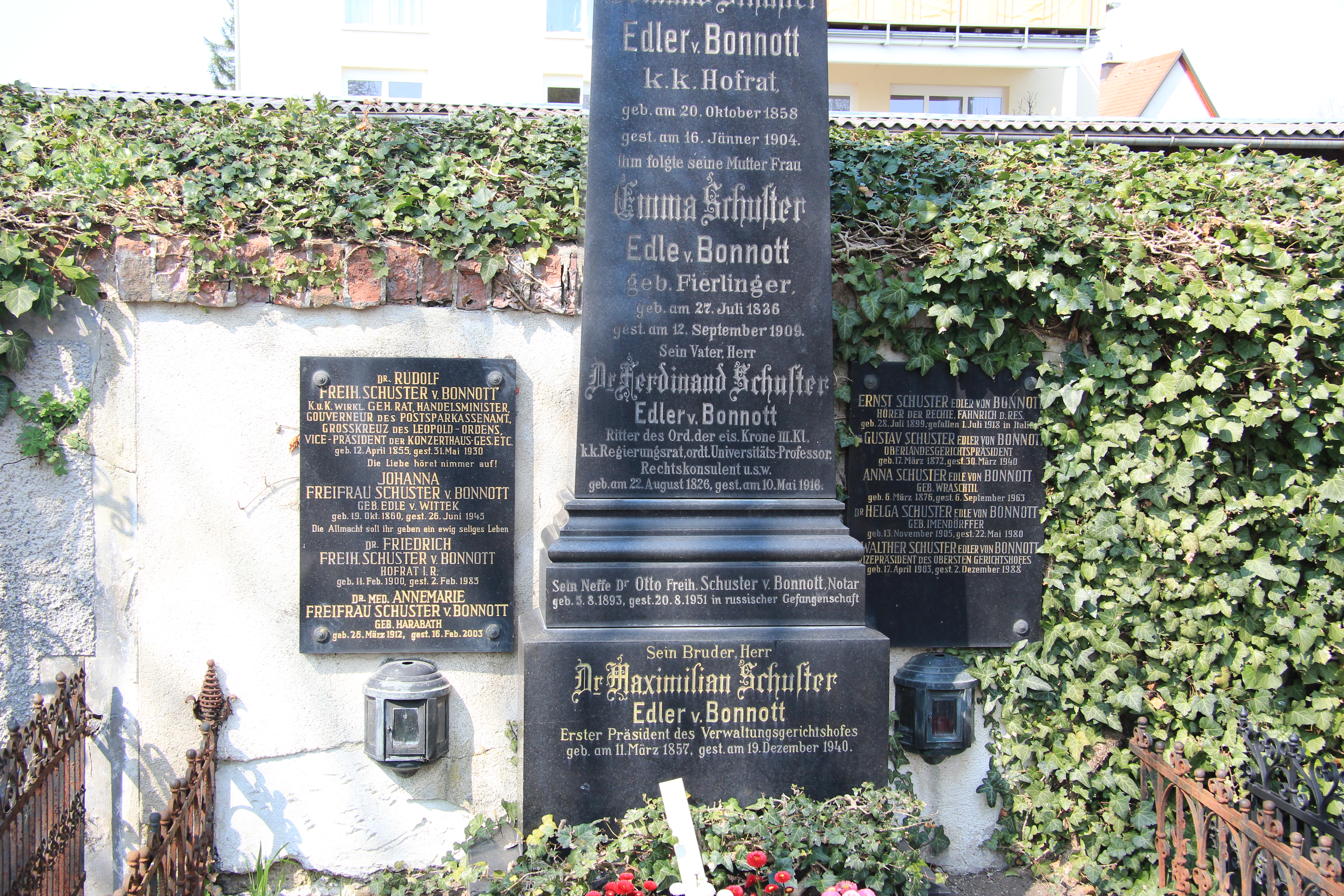
Grab der Familie Schuster von Bonnott auf dem Perchtoldsdorfer Friedhof

Johanna Edle von Wittek war eine Tochter von Johann Marzellin Ritter von Wittek (1801–1876), der als Erzieher des späteren Kaisers Franz Joseph und seiner Brüder tätig war, und dessen Ehefrau Elise, geb. Stribal (1824–1891). Zu ihren Geschwistern gehörten der Politiker Heinrich von Wittek und die Schriftstellerin Maria Annunziata Wittek (bekannt als Irma von Wittek; 1867–1951).
Johanna von Wittek heiratete am 28. April 1888 in Wien den Beamten, Bankier und Politiker Rudolf Schuster von Bonnott. Sie bekamen 1892 eine Tochter Elisabeth, spätere Ehefrau von Oberstleutnant Albert Ritter von Polaczek-Wittek, und 1893 bzw. 1900 zwei Söhne Otto und Friedrich, die Juristen wurden.

## Leben
Johanna von Schuster-Wittek war eine Schülerin der Landschaftsmaler Emil Jakob Schindler und Ludwig Halauska. Nach einigen Jahren des Studiums wurde ihre künstlerische Laufbahn jedoch durch eine langwierige Erkrankung ihrer Mutter zunächst unterbrochen.
Schuster-Wittek malte vor allem Blumenstücke in Aquarell. Sie beschickte eine Reihe von Ausstellungen im Wiener Künstlerhaus. 1883 kaufte Erzherzog Ludwig Viktor dort eine Aquarellstudie von ihr, ebenso ein Stillleben im Folgejahr. Anlässlich der Jahresausstellung 1891 im Künstlerhaus wurde sie von der Presse als „tüchtige Pflanzendarstellerin“ eingestuft, die sich abermals „in bekanntem Werthe“ bewährt habe. Im gleichen Jahr nahm sie auch mit einem Blumenbild an der Internationalen Kunst-Ausstellung in Berlin teil, die vom Verein Berliner Künstler anlässlich seines fünfzigjährigen Bestehens veranstaltet worden war.
Neben der Malerei war Schuster-Wittek auch als Illustratorin tätig. In den 1880er Jahren erschienen Zeichnungen von ihr in der Zeitschrift Allgemeine Kunstchronik und dessen Jahrbuch Die Kunst in Österreich-Ungarn.
Schuster-Wittek lebte im Wiener Bezirk Innere Stadt (u. a. Rosenbursenstr. 3). Sie starb 1945 im Alter von 84 Jahren und wurde in der Grabstätte der Familie Schuster von Bonnott auf dem Perchtoldsdorfer Friedhof beigesetzt.

## Werke

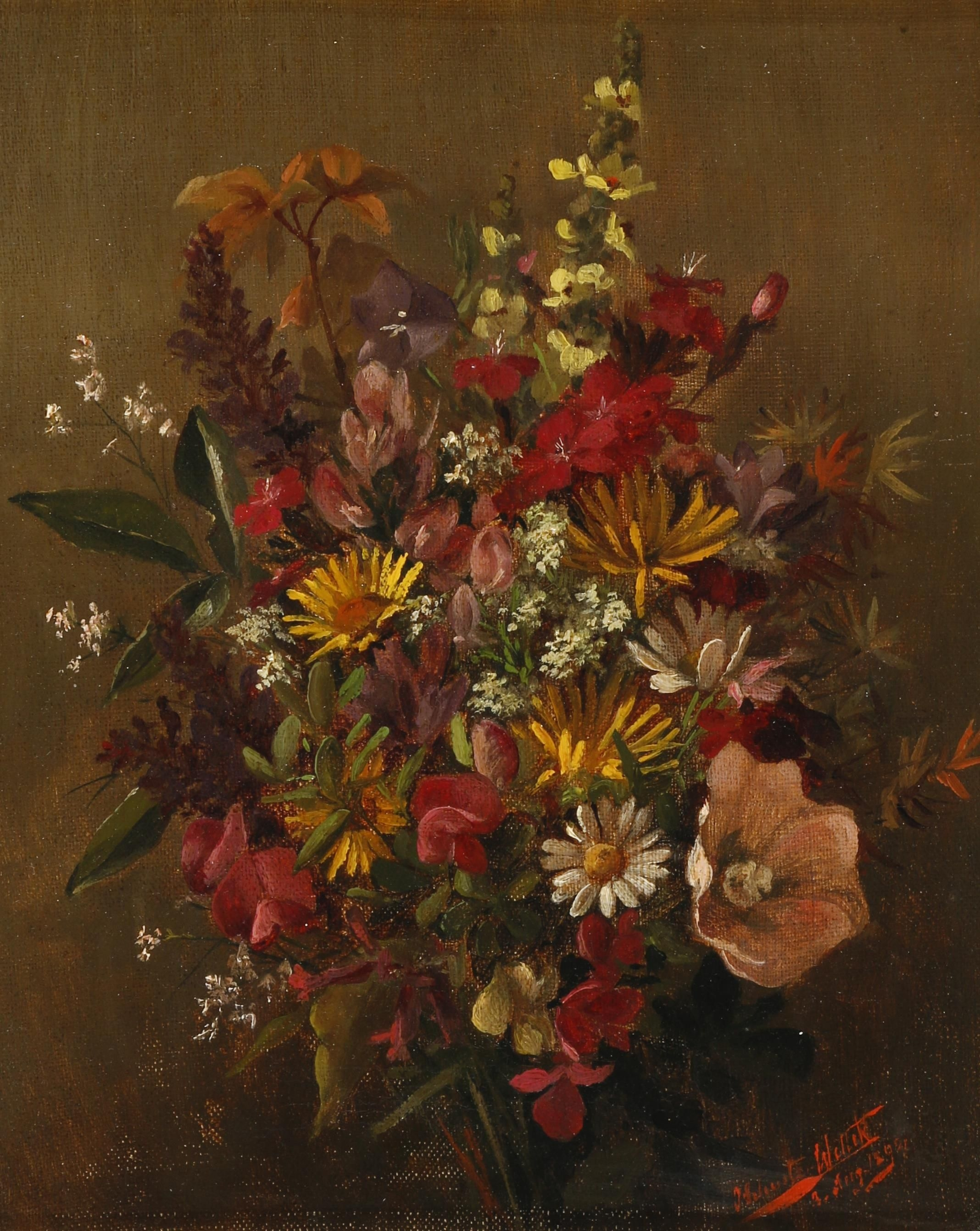
Ölgemälde Blumenstillleben (1894)

- Schönbrunn, Aquarell, 1882 auf der 317. Ausstellung des Österreichischen Kunstvereins in Wien[7]
- Stillleben, 1884 auf der Ausstellung im Wiener Künstlerhaus, Ankauf durch Ludwig Viktor von Österreich[8]
- Das Palmenhaus in Schönbrunn, Federzeichnung, erschienen in Wilhelm Lauser (Hrsg.): Die Kunst in Österreich-Ungarn. Jahrbuch der Allgemeinen Kunst-Chronik. Band 2. Carl Graeser, Wien 1885[9]
- Wilde Rosen, Herbstblumen, Stilleben, Aquarelle, 1889 auf der permanenten Ausstellung im Wiener Künstlerhaus
- Frühlingsboten, Aquarell, 1890 auf der 19. Jahresausstellung im Wiener Künstlerhaus
- Feldblumen, Wiesenblümchen, Frühlingsblüthen, Ein Körbchen voll Unkraut, Schneeblumen, Aquarelle, 1890 auf der permanenten Ausstellung im Wiener Künstlerhaus
- Sinnige Gabe, Fächer mit Blumen und Heleborus, Aquarelle, 1891 auf der 20. Jahresausstellung im Wiener Künstlerhaus[10]
- Alpendistel und Vergissmeinnicht, 1891 auf der Ausstellung im Wiener Künstlerhaus
- Frühlingsblumen, 1891 auf der Internationalen Kunst-Ausstellung in Berlin[6]
- Primeln, Aquarell, 1893 auf der 22. Jahresausstellung im Wiener Künstlerhaus
- Blumenstillleben, rechts unten signiert und datiert „J Schuster Wittek 3. Aug. 1894“, Öl auf Leinwand, ca. 27 × 22 cm
- Blumenstillleben, signiert datiert „J. Schuster Wittek, Sept. 1906“, Aquarell/Deckweiß auf Papier, 31 × 22,5 cm